# Концевич Григорій Митрофанович
Концевич Григорій Митрофанович (17 листопада 1863 року, ст. Старонижестебліївська, Кубань — 26 грудня 1937 року, Краснодар) — кубанський фольклорист, хоровий диригент, композитор, музикознавець, педагог, автор навчальних посібників для шкіл, регент Кубанського козачого хору, для якого зробив обробки 200 пісень чорноморських козаків. Жертва сталінських репресій.
Його унікальна колекція кубанських народних пісень, нотних збірників, книг (всього 12846 одиниць) вважається знищеною.

## Біографія
Народився 17 листопада 1863 року у станиці Старонижестебліївській. Закінчив Кубанську вчительську семінарію. Вчителював у станиці Тенгінській. Навчався на курсах Петербурзької придворної співочої капели. Протягом 1892–1906 років був регентом Кубанського військового співочого хору.
30 серпня 1937 року був заарештований за звинуваченням у спробі замаху на Сталіна. Розстріляний 26 грудня 1937 року. Характерно, що у статті про Г. Концевича в Українській радянській енциклопедії датою його смерті було вказано 1941 рік (у Великій радянській енциклопедії стаття про нього відсутня). Реабілітований 18 квітня 1989 року.